# مارتین ایکس‌بی-۴۸
مارتین ایکس‌بی-۴۸ (به انگلیسی: Martin XB-48) یک هواگرد ساختِ کارخانهٔ گلن ال. مارتین کمپانی در کشور ایالات متحده آمریکا است. این هواگرد برای نخستین بار در ۲۲ ژوئن ۱۹۴۷ میلادی مورد استفاده قرار گرفت.